# Оман ЗПГ
Оман ЗПГ (Калхат ЗПГ) – завод із виробництва зрідженого природного газу в Калхаті на узбережжі Оманської затоки, у 200 км на південний схід від Маскату.
На основі відкритих в Омані великих запасів природного газу в 2000 році запустили в роботу завод по виробництву ЗПГ у складі двох технологічних ліній потужністю 6,6 млн.т на рік (9,2 млрд.м3). Основна частина його продукції була законтрактована корейською Korea Gas Corporation (4,1 млн.т) та японською Osaka Gas (0,7 млн.т). Проект реалізували через компанію Oman LNG, власниками якоъ стали уряд Султанату Оман (51%), Shell (30%), Total (5,54%), оманська Partex Corporation 2% та споживачі продукції – Korea LNG (5%), японські Mitsubishi, Mitsui (по 2,77%) та Itochu (0,92%).
В 2006 році на тій же виробничій площадці ввели в експлуатацію третю лінію, названу Калхат ЗПГ. Останнє пояснюється різним складом інвесторів в порівнянні з першою чергою – ними є уряд Султанату Оман (46,84%), Oman LNG (36,80%), іспанська Union Fenosa (7,36%), японські Mitsubishi, Itochu та Osaka Gas (по 3%).
Загальна потужність заводу із трьох ліній становить 10,4 млн.т на рік (14,6 млрд.м3). Для зберігання продукції у складі першої черги спорудили два резервуари об’ємом по 120000 м3.
Портове господарство складається з причалу для газових танкерів, а також причалу для вантажних суден і буксирів. Можна відзначити, що Оман вирішив створити власний флот газовозів для експорту продукції. Станом на 2006 рік було споруджено або замовлено шість суден з вантажоємністю від 137248 до 145000 м3.
Для постачання сировини на завод споруджено трубопровід Сайх-Равл – Сайх-Ніхайда – Калхат.